# پیتر مارکی-زای
پیتر مارکی-زای (مجاری: Péter Márki-Zay؛ زادهٔ ۹ مهٔ ۱۹۷۲) سیاستمدار، بازاریاب، اقتصاددان، مهندس برق و تاریخ‌نگار مجارستانی است. او از سال ۲۰۱۸ شهردار هودمزوواشارهی بوده، و یکی از بنیانگذاران جنبش مجارستانِ همه است. او به عنوان برنده انتخابات مقدماتی مخالفان در سال ۲۰۲۱، نامزد حزب اتحاد برای مجارستان رقیب نخست‌وزیر ویکتور اوربان در انتخابات پارلمانی ۲۰۲۲ بود.

## زندگی شخصی
مارکی زای با فِلیتسیا لیلّا وینتسه، فیزیکدان و ماما ازدواج کرده و هفت فرزند به نام‌های: فِرِنتس (۱۹۹۶)، لیلّا (۱۹۹۷)، تئودورا (۱۹۹۸)، گِلِرت (متولد ۲۰۰۰)، اِما (۲۰۰۳)، لورانت (۲۰۰۵) و پال (۲۰۰۹) دارد. خانوادهٔ او کاتولیک رومی است. او تابعیت مضاعف مجارستان و کانادا دارد و به زبان‌های انگلیسی، آلمانی و فرانسوی مسلط است، اما می‌تواند به زبان‌های اسپانیایی، روسی و فنلاندی نیز صحبت کند.

## یادداشت
1. ↑  Mindenki Magyarországa Mozgalom ; MMM